# 戒关
戒关是中文对应阿拉伯语ميقات الحرم （miqat）的意译词，指的是伊斯兰教先知穆罕默德为进行朝觐者或者副朝者指定的受戒地。在戒关进行一系列仪式后，将使朝觐者或者副朝者进入受戒状态，之后将前往麦加进行朝觐或副朝。据伊斯兰教教法规定，朝觐者必须在戒关或关外受戒，若逾关未受戒，须退回戒关外受戒，万一不能退回时，要以宰牲作罚赎。

## 戒关的位置
戒关共有五个：

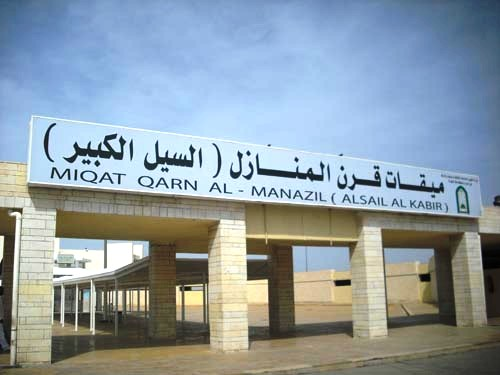
古热弄·马纳兹勒戒关的标识牌

- 祖勒·侯莱法（ذو الحليفة）：它属于麦地那的居民或从那儿经过者的戒关，它距离麦加大约有四百二十公里，它是离麦加最远的戒关，被称为“阿给格山谷——وادي العقيق”，其中的清真寺被称为“绿树清真寺”，它处于麦地那城南，距离麦地那的圣寺十三公里，在此山谷中礼拜属于可嘉的。[2]
- 朱哈法（الجحفة）：它属于沙姆地区、土耳其、埃及和摩洛哥，及与其平行地区的居民，或从那儿经过者的戒关，那是接近拉比欧的一个村庄，它距离麦加大约有一百八十六公里；现在的人们都在其西部地区的（拉比欧）受戒。
- 耶莱姆莱姆（يلملم）：它属于也门及与其平行地区的居民，或从那儿经过者的戒关。耶莱姆莱姆是山谷名，距离麦加大约有一百二十公里；现在被称为“赛欧地耶السَّعدية”。
- 古热弄·马纳兹勒（قرن المنازل）：它属于奈吉德、塔伊夫、以及与其平行地区的居民，或从那儿经过者的戒关。现在以“塞依鲁凯比尔——السيل الكبير”而著称，距离麦加大约有七十五公里；麦哈莱姆山谷在古热弄·马纳兹勒的最高处。
- 扎图·阿尔戈（ذات عرق）：它属于伊拉克、以及与其平行地区的居民，或从那儿经过者的戒关，它是一个山谷，被称为“代立柏——الضريبة”，距离麦加大约有一百公里。目前已经废弃。

## 戒关进行的仪式
到达戒关后，意图进行朝觐的人员要进行下列仪式：洗大小净、男性更换戒衣、礼拜、举意、念应召辞。
到达戒关后，在此处的清真寺作大小净（沐浴）之后，女性朝觐者仍穿常服受戒。
男性朝觐者脱去常服换上戒衣。戒衣是两块，一块围住下身，一块斜披在左肩上，不得穿内衣内裤，戴帽和穿袜子。
接着单礼两拜受戒拜。其中，第一拜于《古兰.首章》后接念《古兰经》第109章；第二拜于《古兰.首章》后接念《古兰经》第112章。
礼受戒拜之后，为朝觐举意并开始念诵（男性高念，女性低念）“应召辞”，表示进入受戒状态。

#### 举意
正朝举意为：“真主啊！我举义正朝，并为此受戒，祈求你使我顺利完成。祈求你准承吧！”
副朝举意为：“真主啊！我举义副朝，并为此受戒，祈求你使我顺利完成。祈求你准承吧！”

#### 应召辞
“我应你召唤来了，真主啊！我应你召唤来了；我应你召唤来了，唯你独一无二，我应你召唤来了；赞颂确归于你，唯你有恩惠、权威；唯你独一无二。”减少“应召辞”的词句是属可憎行为。

#### 受戒后禁戒之事
受戒后所禁之事包括：房事；纷争；杀生；刮须、剃发和刮体毛；剪指甲；男性穿着用线缝制的衣服；头上放置遮凉的物品等。受戒者腰束钱袋无妨。
受戒之后，受戒者就可以前往麦加开始进行自己的朝觐或者副朝功课。